# هوابرد (فیلم ۱۹۹۳)
«هوابرد» (انگلیسی: Airborne) فیلمی در ژانر کمدی-درام به کارگردانی راب بومن است که در سال ۱۹۹۳ منتشر شد.

## بازیگران
- ست گرین
- کریس کنراد
- جیکوب بارگاس
- جک بلک
- آلانا اوباک
- کریس ادواردز
- ادی مک‌کلرگ